# Edward Michael Egan
Edward Michael Egan (Oak Park, 2 aprile 1932 – New York, 5 marzo 2015) è stato un cardinale e arcivescovo cattolico statunitense.

## Biografia
Conseguito il dottorato in Diritto canonico presso la Pontificia Università Gregoriana, ha prestato servizio presso numerose diocesi statunitensi e presso alcuni tribunali pontifici ed ha fatto parte della commissione incaricata della revisione del Codice di Diritto Canonico.
Il 1º aprile 1985 è nominato vescovo ausiliare di New York. Ha ricevuto la consacrazione episcopale il successivo 22 maggio dal cardinale Bernardin Gantin.
Vescovo di Bridgeport dal 5 novembre 1988, l'11 maggio 2000 è stato promosso alla sede metropolitana di New York. Ha mantenuto il governo pastorale dell'arcidiocesi di New York fino al 23 febbraio 2009, quando gli è succeduto monsignor Timothy Dolan.
Papa Giovanni Paolo II lo ha innalzato alla dignità cardinalizia nel concistoro del 21 febbraio 2001. Lo stesso pontefice lo nomina relatore generale della decima assemblea generale del Sinodo dei Vescovi del 2001. Incarico nel quale verrà affiancato, successivamente, dall'arcivescovo di Buenos Aires Jorge Mario Bergoglio (poi Papa Francesco), in qualità di relatore aggiunto.
Il 2 aprile 2012 ha compiuto 80 anni, perdendo la possibilità di partecipare ai futuri conclavi ed esce dal novero dei cardinali elettori.
È morto per un arresto cardiaco il 5 marzo 2015 a New York all'età di 82 anni.
Le esequie si sono tenute il 10 marzo alle ore 14 nella cattedrale di San Patrizio a New York e sono state presiedute dal cardinale Timothy Dolan. La salma è stata poi tumulta sotto l'altare maggiore della cattedrale.

## Genealogia episcopale e successione apostolica
La genealogia episcopale è:
- Cardinale Scipione Rebiba
- Cardinale Giulio Antonio Santori
- Cardinale Girolamo Bernerio, O.P.
- Arcivescovo Galeazzo Sanvitale
- Cardinale Ludovico Ludovisi
- Cardinale Luigi Caetani
- Cardinale Ulderico Carpegna
- Cardinale Paluzzo Paluzzi Altieri degli Albertoni
- Papa Benedetto XIII
- Papa Benedetto XIV
- Papa Clemente XIII
- Cardinale Marcantonio Colonna
- Cardinale Giacinto Sigismondo Gerdil, B.
- Cardinale Giulio Maria della Somaglia
- Cardinale Carlo Odescalchi, S.I.
- Cardinale Costantino Patrizi Naro
- Cardinale Lucido Maria Parocchi
- Papa Pio X
- Papa Benedetto XV
- Papa Pio XII
- Cardinale Eugène Tisserant
- Cardinale Bernardin Gantin
- Cardinale Edward Michael Egan

La successione apostolica è:
- Vescovo Josu Iriondo (2001)
- Vescovo Timothy Anthony McDonnell (2001)
- Vescovo Dominick John Lagonegro (2001)
- Vescovo Robert Joseph Cunningham (2004)
- Vescovo Geraldo Thomas Walsh (2004)
- Vescovo Dennis Joseph Sullivan (2004)
- Arcivescovo Charles Daniel Balvo (2005)
- Vescovo Robert Eric Guglielmone (2009)